# Edona Llalloshi
Edona Llalloshi, född den 26 juli 1979 i Pristina i Kosovo i Jugoslavien, är en albansk sångerska.
Llalloshi debuterade 1994 i Albaniens största musiktävling Festivali i Këngës. 2005 deltog Llalloshi i Festivali i Këngës 44 med låten "Vetëm një puthje", med vilken hon tog sig till finalen. Väl i final slutade hon oplacerad.

## Privatliv
Llalloshi är gift med entreprenören Gazmend Fejzullahu från Peja. De har två barn tillsammans.